# Aprostocetus handeli
Aprostocetus handeli är en stekelart som beskrevs av Girault 1926. Aprostocetus handeli ingår i släktet Aprostocetus och familjen finglanssteklar. Inga underarter finns listade i Catalogue of Life.